# Třída Akizuki (1942)
Třída Akizuki (japonsky 秋月型 Akizuki-gata) sestávala z 12 dokončených „torpédoborců první třídy“ (一等駆逐艦 Ittó kučikukan) japonského císařského námořnictva, postavených v letech 1940 až 1945 ve třech sériích a bojujících ve druhé světové válce. Původně se mělo jednat o protiletadlová doprovodná plavidla a teprve později byla do návrhu zapracována instalace čtyřhlavňového torpédometu, čímž vznikla třída nejlepších a největších japonských torpédoborců ve druhé světové válce. Císařské námořnictvo jednotky této třídy označovalo jako „torpédoborce typu B“ (乙型駆逐艦 Otsu-gata kučikukan).
Z dvanácti jednotek byly čtyři poslední dokončeny příliš pozdě, než aby se zapojily do bojů. Po japonské kapitulaci byly tyto čtyři jednotky předány Spojencům. Z osmi zbývajících, které se zapojily do bojů, bylo šest jednotek potopeno (tři hladinovými jednotkami, dvě letadly a jedna padla za oběť ponorce). Dvě přeživší jednotky (Suzucuki a Fujuzuki) zastihla kapitulace Japonska poškozené a po ní byly potopeny jako vlnolamy.
Všechny jednotky nesly jména vztahující se k Měsíci: japonský znak 月 (cuki) znamená Měsíc i měsíc.

## Vznik a vývoj
| Externí odkaz - Akizuki v roce 1942 - Akizuki v roce 1944 |

Vznik projektu rychlého protiletadlového plavidla pro doprovod svazů letadlových lodí spadá do období před druhou světovou válkou a byl vypracován na základě analýzy působení japonského námořního letectva v druhé sino–japonské válce. Na vznik nových plavidel měla vliv i konstrukce specializovaných protiletadlových křižníků u Royal Navy (třída Dido). Na rozdíl od Britů se ale Japonci rozhodli použít jako základ pro protiletadlové plavidlo nikoliv křižník, ale torpédoborec. Jedním z důvodů pro toto rozhodnutí byla absence úspěšného typu moderního lehkého křižníku, ze kterého by japonské námořnictvo mohlo vyjít koncem třicátých let a délka stavby lehkých křižníků.
V roce 1938 byl navržen nový protiletadlový kanón ráže 100 mm typu 98 s délkou hlavně 65 ráží. Ten byl zvolen jako hlavní výzbroj nové třídy plavidel.
Návrh z července 1938 počítal s výtlakem 2 200 T, rychlostí až 35 uzlů a výzbrojí 4xII 100mm a 2xII 25mm. Loď postrádala torpédovou výzbroj, což bylo u japonských lodí (torpédoborců i křižníků) neobvyklé. Další návrh ze září 1938 již počítal s omezením rychlosti na 33 uzlů, zvýšením výtlaku na 2 350 T a instalací torpédometu. Výsledný základní návrh (基本計画番号 kihon keikaku bangó) F51 z dubna 1939 měl standardní výtlak 2 700 T, čímž se již blížil starším lehkým křižníkům (lehký křižník Júbari měl 2 890 T). Co do výtlaku tak byly za druhé světové války jednotky třídy Akizuki největšími japonskými torpédoborci a třetími největšími torpédoborci na světě (po francouzské třídě Mogador a sovětském Taškentu).
Roku 1939 byla v rámci „programu čtvrtého kruhu“ schválena stavba prvních jednotek podle základního návrhu F51, která probíhala současně se stavbou jednotek třídy Júgumo. Celkem bylo do května 1943 postaveno šest jednotek s trupovými čísly 104 až 109. Předpokládaná cena jednoho torpédoborce v roce 1939 byla 12 090 000 ¥.
Na sérii prvních šesti plavidel měla navázat série deseti torpédoborců podle programu z roku 1941. Šlo o modifikovaný základní návrh F53, který se od F51 lišil zjednodušením konstrukce (například tvar přídě) a jiným tvarem můstku. Jedna jednotka měla stát 17 820 400 ¥. F53 z roku 1941 se dále dělil na dvě podtřídy: Šimocuki/Fujuzuki (čísla 360 až 364) a Mičizuki (365 až 369). Z této série se ale do bojů zapojily už jenom Šimocuki a Fujuzuki. Další čtyři jednotky (včetně jedné z podtřídy Mičizuki) byly dokončeny příliš pozdě a před koncem války prodělávaly výcvik ve Vnitřním moři, případně se pouze zúčastnily bojů s letadly útočícími na zbytky císařského námořnictva v japonských domácích vodách. Mičizuki byl koncem války dokončen pouze ze 16% a stavba zbývajících tří jednotek byla zrušena 14. prosince 1944 a materiál a zdroje využity na stavbu sebevražedných člunů Šinjó a kaitenů.
Měla následovat stavba dalších osmi jednotek (777 až 785, nebo též šestnácti: 770-785) podle programu z roku 1942, která byla 30. června 1942 nahrazena plánem na stavbu 22 jednotek (5061 až 5083) podle modifikovaného programu z roku 1942. Celý projekt z roku 1942 byl ale nejprve 9. června 1944 redukován na pět jednotek (5061 až 5065) a posléze 14. prosince 1944 zrušen úplně.

## Konstrukce

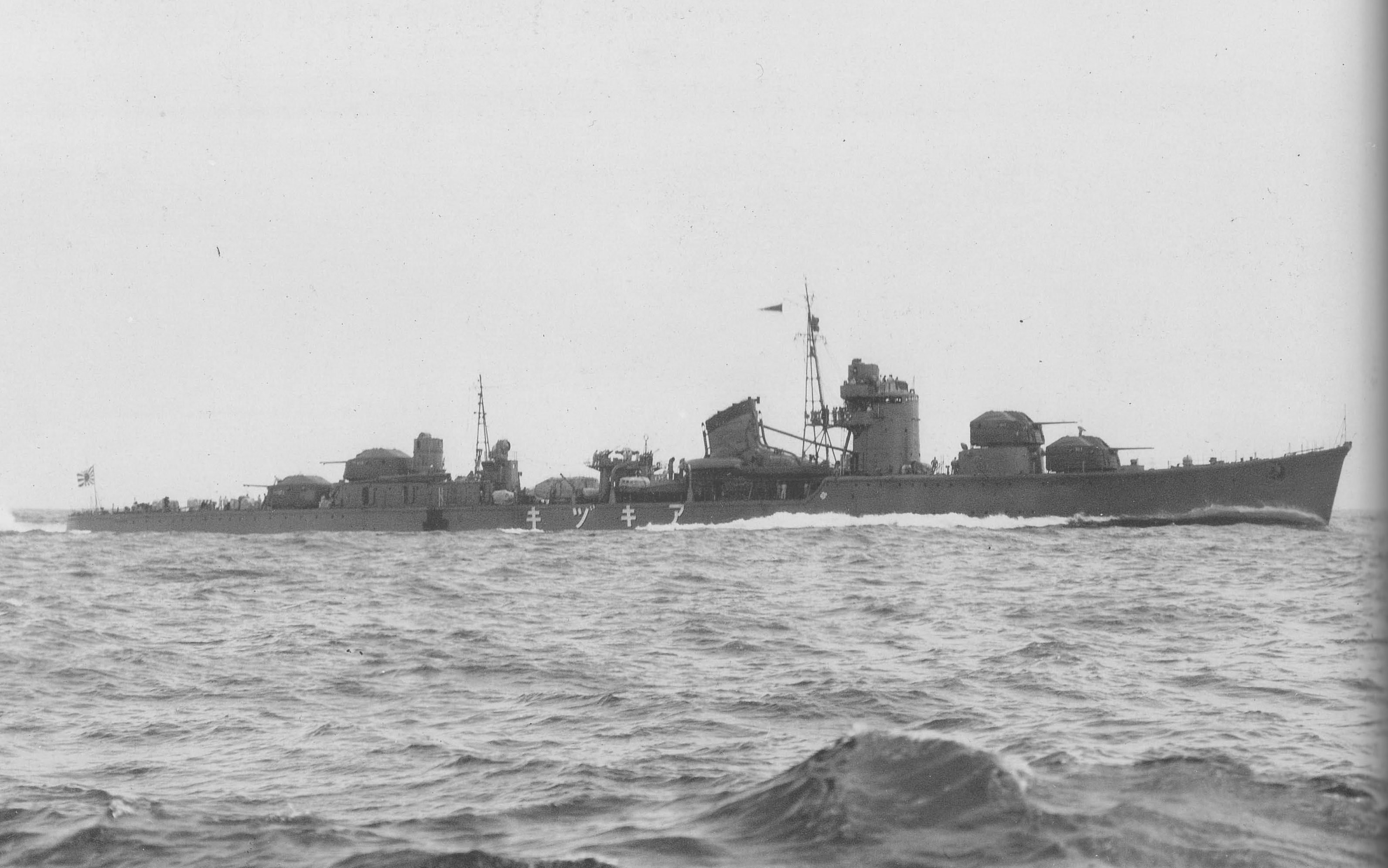
Akizuki na zkušební plavbě 17. května 1942 těsně před dokončením. Všimněte si původního „neradarového“ předního stožáru a druhého dálkoměru typu 94 na zádi – takto byly vybaveny pouze první jednotky třídy Akizuki. Katakanou psané jméno lodi na bocích bylo později odstraněno.

Třída Akizuki znamenala skok ve velikosti japonských torpédoborců. V porovnání se souběžně produkovanými jednotkami třídy Júgumo byly Akizuki o 15 metrů na vodorysce delší (132 vs. 117 m), o 0,8 metru širší (11,6 vs. 10,8 m) a o 1180 tun plného výtlaku těžší (3700 vs. 2520 T). Zvětšení trupu pak poskytlo dostatečně stabilní základnu pro umístění čtyř dvouhlavňových věží hlavní baterie. Ty byly umístěny po dvou na přídi a zádi. Dělová věže číslo dvě na přídi a tři na zádi byly umístěny v superpozici. Charakteristickou siluetu dotvářel jediný komín (všechny předchozí japonské konstrukce měly komíny dva), který odváděl spaliny ze všech tří kotlů. Jednotky třídy Akizuki tak získaly charakteristickou siluetu.

### Pohon
| Externí odkaz - Řez střední sekcí Akizuki – Napravo se nachází kotelny, nalevo strojovny - Schéma ventilace kotelen a strojoven |

Ačkoliv se prodloužil trup, uspořádání pohonné soustavy zůstalo zachováno, jako u předchozích jednotek tříd Kageró a Júgumo. Přidanou délku trupu spotřebovala barbeta druhé dělové věže na přídi (předchozí jednotky měly na přídi pouze jednu dělovou věž). Střední sekci plavidla zabíraly (od přídě) dvě kotelny (přední č. 1 o délce 17 metrů a zadní č. 2 o délce 9,2 metrů) a dvě strojovny (přední č. 1 o délce 13 metrů a zadní č. 2 o délce 12,3 metrů).
Přední kotelna obsahovala dva vodotrubné kotle Ro-gó Kanpon šiki, které dokázaly vyvíjet přehřátou páru o tlaku 30 kg/cm2 a teplotě 350 °C. V zadní kotelně se nacházel pouze jeden kotel stejného typu.
Přední strojovna se nacházela na levoboku a poháněla levý lodní šroub, zatímco pravý šroub byl poháněn turbínami zadní strojovny. V každé strojovně se nacházela jedna sestava parních turbín Kanpon o stejném složení a zapojení, jako u předchozích tříd Kageró a Júgumo. Každá sestava se skládala z jedné vysokotlaké, jedné středotlaké a jedné nízkotlaké turbíny, které doplňovaly jedna vysokotlaká a jedna nízkotlaká turbína (v každé sestavě) pro plavbu cestovní rychlostí. Každá sestava měla výkon 26 000 k (15 445,5 kW), ale rychlost otáček lodní vrtule byla snížena na 340 za minutu.
Hlavní palivové nádrže se nacházeli v dvojitém dně. Prostor na pravoboku na úrovni přední strojovny a na levoboku na úrovni zadní strojovny vyplňovaly další palivové nádrže. Na lodích se nacházely ještě další nádrže, takže celková kapacita nádrží byla nadprůměrných 25% standardního výtlaku.

### Výzbroj
| Externí odkaz - Řez přední sekcí Akizuki ukazující umístění centra řízení palby (2), muničních výtahů (5) a muničních skladů (6) - Torpédomet a manipulace s torpédy |

Hlavní dělostřeleckou výzbroj tvořilo osm víceúčelových 100mm děl typu 98. Ačkoliv se sama o sobě vyrovnala (či byla dokonce lepší) americkým 127mm kanonům, postrádala výhodu řízení palby radarem a střelby municí s přibližovacími zapalovači. Jelikož 100mm typ 98 byl od počátku zvolen jako protiletadlová zbraň, nedošlo na žádné z jednotek třídy Akizuki k redukci věží hlavní baterie ve prospěch 25mm kanonů, jako u většiny starších tříd. Všechny jednotky tak nesly čtyři dvouhlavňové věže po celou dobu služby.
Torpéda byla odpalována z jednoho otočného zakrytovaného čtyřhlavňového 610mm torpédometu typu 92 model 4, který byl otáčen motorem na stlačený vzduch. Torpédomet byl umístěn nad přední strojovnou, mezi protiletadlovou plošinou za komínem a zadní nástavbou. Lodě nesly čtyři torpéda nabitá v torpédometu a další čtyři kusy mohly být uskladněny na podavači za torpédometem na levé straně zadní nástavby. Jednalo se o torpéda typu 93 – obávaná „dlouhá kopí“.
Lehkou protiletadlovou výzbroj zpočátku tvořily pouze dva dvouhlavňové 25mm kanony typu 96 na plošině mezi komínem a torpédometem. Uprostřed této plošiny se nacházel 2,5metrový dálkoměr. Později byl počet 25mm hlavní navyšován a nové jednotky vstupovaly do služby již s posílenou výzbrojí.
Zpočátku byly pro protiponorkový boj jednotky vybaveny pouze dvěma dvouhlavňovými vrhači hlubinných bomb typu 94 na zádi.

### Radary

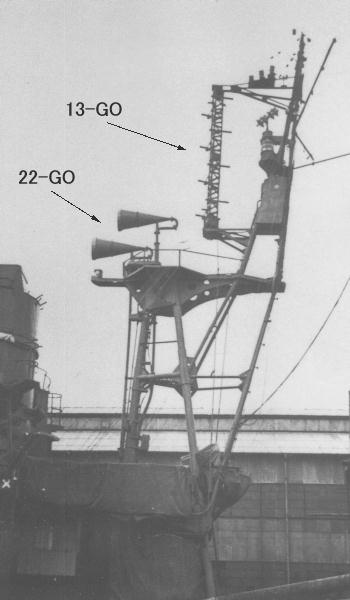
Detail umístění centimetrového přehledového radaru 22-gó s vysílací (dolní) a přijímací (horní) anténou ve tvaru trychtýře a přehledového metrového radaru 13-gó pro sledování vzdušných cílů na torpédoborci Harucuki

Japonsko v radarové technice zaostávalo za Spojenci. V roce 1942 byly první experimentální radary namontovány na některé lodě císařského námořnictva a na třídě Akizuki se první radar objevil na torpédoborcích Suzucuki a Hacuzuki, nebo Niizuki. Jednalo se o přehledový radar proti vzdušným i hladinovým cílům a to buďto metrový 21-gó, nebo centimetrový 22-gó. Radar 21-gó měl otočnou anténu (buď modelu 6 o rozměrech 3,6 x 2 metry, nebo modelu 7 o rozměrech 3,6 x 3 metry) a jeho instalace je doložena minimálně na jednotkách Akizuki, Suzucuki, Hacuzuki a Fujuzuki. Radar 22-gó používal anténu ve tvaru dvou trychtýřů a později na jednotkách třídy Akizuki nahradil radar 21-gó. Tyto radary byly umístěny na plošině upraveného předního stožáru.
Později (cca 1944) se instaloval i metrový přehledový radar proti vzdušným cílům 13-gó. Jedna anténa se montovala na přední stranu zadního stožáru a některé jednotky dostaly i druhou aparaturu na přední stožár nad radar 22-gó.

### Pozdější modifikace

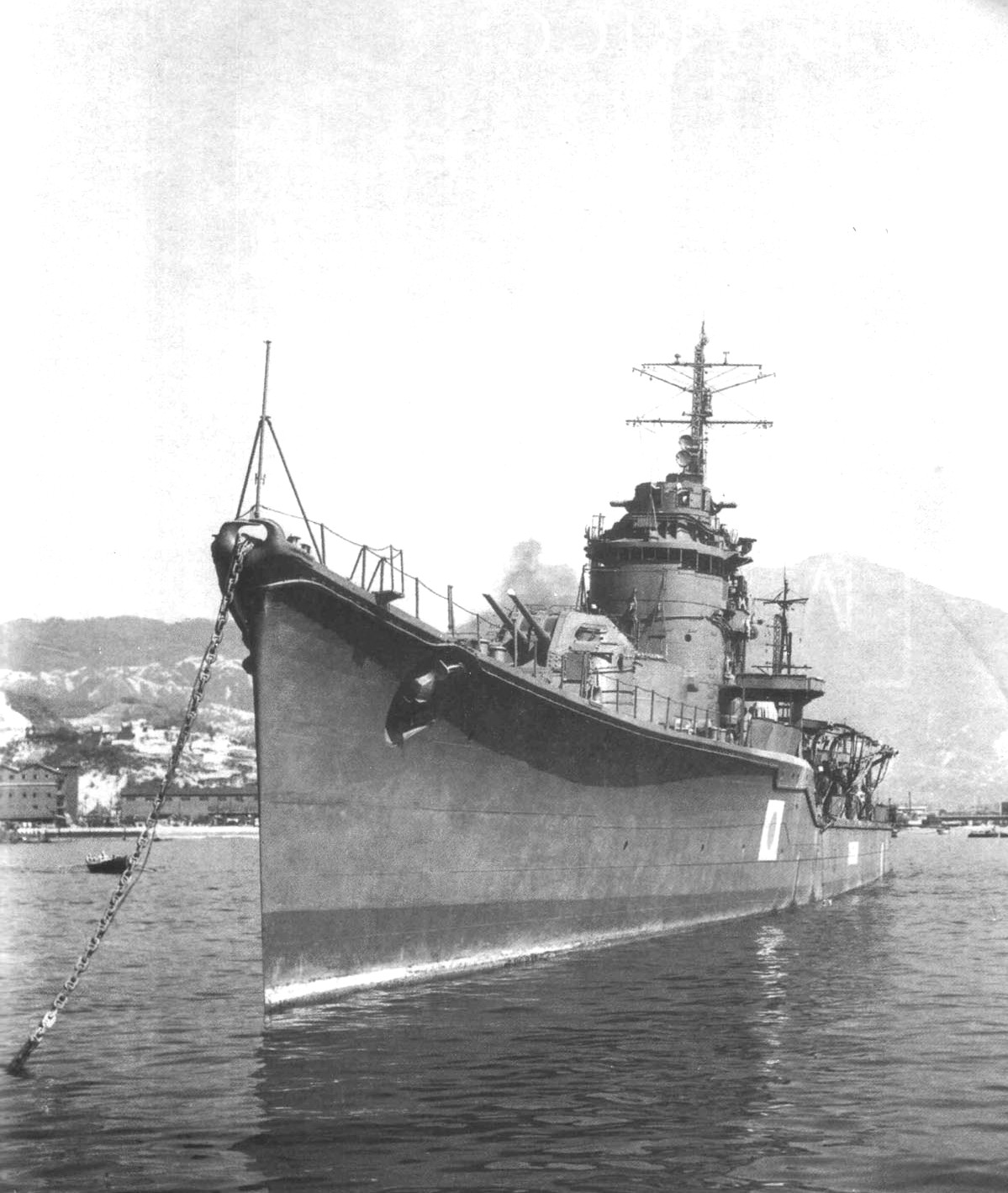
Joizuki po válce v Kure. Všimněte si protiletadlové plošiny vedle můstku. 25mm kanony byly – stejně jako dělová věž číslo dvě – po kapitulaci odstraněny.

Pozdější modifikace (na pozdějších jednotkách provedené rovnou při stavbě) se soustředily hlavně na posílení protiponorkové a lehké protiletadlové výzbroje a na instalaci radarů. Protiponorková výzbroj byla posílena instalací dvou skluzů hlubinných pum na zádi. Dvouhlavňové 25mm kanony byly nahrazeny za tříhlavňové. V roce 1943 se (poprvé na Suzucuki a Hacuzuki již koncem 1942) objevila další dvě protiletadlová hnízda pro 25mm trojčata: u podtřídy Akizuki se nacházela po stranách komína, zatímco na Šimocuki/Fujuzuki a Mičizuki na platformě za torpédometem. V roce 1944 bylo na místo zadního dálkoměru montováno páté 25mm stanoviště. Koncem roku 1944 se objevila i další dvě protiletadlová hnízda pro 25mm trojčata na bocích můstku. Kromě trojhlavňového uspořádání se na palubu montovaly i 25mm kanóny v jednohlavňové lafetaci.
V červnu 1944 se objevily na palubách čtyři 13,2mm kulomety typu 93.
U podtříd Šimocuki/Fujuzuki a Mičizuki došlo ke zjednodušení konstrukce, které se projevilo například změnou tvaru přídě. Na Harucuki byl (jak dokládá fotografie) můstek zvětšen protažením prostředního patra až ke stožáru.

## Jednotky třídyAkizuki
V jednotkách třídy Akizuki získalo císařské námořnictvo vynikající jednotky, které se vyrovnaly svým protivníkům. Jako jedny z mála japonských lodí netrpěly jednotky třídy Akizuki přetížením nástaveb a měly výborné plavební vlastnosti. Přesto, že představovaly to nejlepší co v dané kategorii Japonsko vyprodukovalo, zaostávaly za svými americkými protějšky (zejména tříd Fletcher a Allen M. Sumner) v radarové, protiponorkové i protiletadlové výzbroji. Jejich opticky zaměřovaná 100mm děla a 25mm kanony se v protiletadlovém boji nemohly měřit s radarem zaměřovanými 127 a 40 milimetrovými kanóny, které používaly munici s přibližovacími zapalovači. Přesto lodě a jejich posádky odvedly v boji skvělý výkon. Nevitt přirovnává vytrvalost a obětavost Hacuzuki v jeho posledním boji během bitvy u mysu Engaño, kde čelil přesile amerických křižníků, k akci amerických torpédoborců během bitvy u Samaru.

### První série podle programu z roku 1939
| Číslo | Jméno                     | Loděnice           | Položení kýlu      | Spuštění           | Přijetí do služby | Osud                                           |
| ----- | ------------------------- | ------------------ | ------------------ | ------------------ | ----------------- | ---------------------------------------------- |
| 104   | Akizuki (秋月)            | arzenál Maizuru    | 30. července 1940  | 2. července 1941   | 11. června 1942   | 25. října 1944 potopen letadly TF 38           |
| 105   | Teruzuki (照月)           | Micubiši, Nagasaki | 13. listopadu 1940 | 21. listopadu 1941 | 31. srpna 1942    | 12. prosince 1942 potopen torpédovými čluny PT |
| 106   | Suzucuki (涼月 nebo 凉月) | Micubiši, Nagasaki | 15. března 1941    | 9. března 1942     | 29. prosince 1942 | 1948 potopen jako vlnolam                      |
| 107   | Hacuzuki (初月)           | arzenál Maizuru    | 25. července 1941  | 3. dubna 1942      | 29. prosince 1942 | 25. října 1944 potopen americkými křižníky     |
| 108   | Niizuki (新月)            | Micubiši, Nagasaki | 8. prosince 1941   | 29. června 1942    | 31. března 1943   | 6. července 1943 potopen americkými křižníky   |
| 109   | Wakacuki (若月)           | Micubiši, Nagasaki | 9. března 1942     | 24. listopadu 1942 | 31. března 1943   | 11. listopadu 1944 potopen letadly TF 38       |

### PodtřídaŠimocuki-Fujuzukipodle programu z roku 1941
| Číslo | Jméno           | Loděnice           | Položení kýlu     | Spuštění         | Přijetí do služby | Osud                                                                                   |
| ----- | --------------- | ------------------ | ----------------- | ---------------- | ----------------- | -------------------------------------------------------------------------------------- |
| 360   | Šimocuki (霜月) | Micubiši, Nagasaki | 6. července 1942  | 7. dubna 1943    | 31. března 1944   | 25. listopadu 1944 potopen ponorkou USS Cavalla                                        |
| 361   | Fujuzuki (冬月) | arzenál Maizuru    | 8. května 1943    | 20. ledna 1944   | 25. května 1944   | 1948 potopen jako vlnolam                                                              |
| 362   | Harucuki (春月) | arzenál Sasebo     | 23. prosince 1943 | 3. srpna 1944    | 28. prosince 1944 | 1947 předán sovětskému námořnictvu a přejmenován na Pospešny                           |
| 363   | Joizuki (宵月)  | Uraga, Jokosuka    | 25. srpna 1943    | 25. září 1944    | 31. ledna 1945    | 1947 předán námořnictvu Čínské republiky, přejmenován na Fen Jang a sešrotován 1962-63 |
| 364   | Nacuzuki (夏月) | arzenál Sasebo     | 1. května 1944    | 2. prosince 1944 | 8. dubna 1945     | 1947 předán Royal Navy a sešrotován 1948                                               |

### PodtřídaMičizukipodle programu z roku 1941
| Číslo | Jméno           | Loděnice           | Položení kýlu  | Spuštění       | Přijetí do služby | Osud                                                                                                   |
| ----- | --------------- | ------------------ | -------------- | -------------- | ----------------- | --- |
| 365   | Mičizuki (満月) | arzenál Sasebo     | 3. ledna 1945  | –              | –                 | Koncem války dokončen ze 16 %. Sešrotován v únoru 1948.                                                |
| 366   | Hanazuki (花月) | arzenál Maizuru    | 10. února 1944 | 10. října 1944 | 26. prosince 1944 | V červnu 1947 nebo až 28. srpna 1947 předán US Navy jako DD-934. Potopen jako cvičný cíl 3. února 1948 |
| 367   | Kijocuki (清月) | arzenál Maizuru    | –              | –              | –                 | Zrušen 14. prosince 1944                                                                               |
| 368   | Ócuki (大月)    | Micubiši, Nagasaki | –              | –              | –                 | Zrušen 14. prosince 1944                                                                               |
| 369   | Hazuki (葉月)   | arzenál Maizuru    | –              | –              | –                 | Zrušen 14. prosince 1944                                                                               |

### Programy z roku 1942
Osm (jestliže první jednotka nesla číslo 777) nebo šestnáct (v případě první jednotky 770) plánovaných jednotek podle programu z roku 1942 bylo 30. června 1942 zrušeno ve prospěch modifikovaného programu 1942 (5061 až 5083).
Modifikovaný program z roku 1942 měl obsahovat následující jednotky:
| Číslo | Jméno      | Jméno ve znacích | Osud                      |
| ----- | ---------- | ---------------- | ------------------------- |
| 5061  | Jamazuki   | 山月             | Zrušeno 14. prosince 1944 |
| 5062  | Urazuki    | 浦月             | Zrušeno 14. prosince 1944 |
| 5063  | Aogumo     | 青雲             | Zrušeno 14. prosince 1944 |
| 5064  | Benigumo   | 紅雲             | Zrušeno 14. prosince 1944 |
| 5065  | Harugumo   | 春雲             | Zrušeno 14. prosince 1944 |
| 5066  | Amagumo    | 天雲             | Zrušeno 9. června 1944    |
| 5067  | Jaegumo    | 八重雲           | Zrušeno 9. června 1944    |
| 5068  | Fujugumo   | 冬雲             | Zrušeno 9. června 1944    |
| 5069  | Jukigumo   | 雪雲             | Zrušeno 9. června 1944    |
| 5070  | Okicukaze  | 沖津風           | Zrušeno 9. června 1944    |
| 5071  | Šimokaze   | 霜風             | Zrušeno 9. června 1944    |
| 5072  | Asagoči    | 朝東風           | Zrušeno 9. června 1944    |
| 5073  | Ókaze      | 大風             | Zrušeno 9. června 1944    |
| 5074  | Koči       | 東風             | Zrušeno 9. června 1944    |
| 5075  | Nišikaze   | 西風             | Zrušeno 9. června 1944    |
| 5076  | Minamikaze | 南風             | Zrušeno 9. června 1944    |
| 5077  | Kitakaze   | 北風             | Zrušeno 9. června 1944    |
| 5078  | Hajakaze   | 早風             | Zrušeno 9. června 1944    |
| 5079  | Nacukaze   | 夏風             | Zrušeno 9. června 1944    |
| 5080  | Fujukaze   | 冬風             | Zrušeno 9. června 1944    |
| 5081  | Hacunacu   | 初夏             | Zrušeno 9. června 1944    |
| 5082  | Hacuaki    | 初秋             | Zrušeno 9. června 1944    |
| 5083  | Hajaharu   | 早春             | Zrušeno 9. června 1944    |